# Michał Barski
Michał Barski – polski matematyk, doktor habilitowany nauk społecznych, adiunkt Uniwersytetu Warszawskiego.

## Kariera naukowa
W 2001 roku na Wydziale Matematyki, Informatyki i Mechaniki Uniwersytetu Warszawskiego uzyskał tytuł magistra matematyki. W 2005 roku w Instytucie Matematycznym Polskiej Akademii Nauk uzyskał stopień doktora nauk matematycznych w zakresie matematyki. W tym samym roku został zatrudniony na Uniwersytecie Kardynała Stefana Wyszyńskiego w Warszawie, a w 2018 roku na Uniwersytecie Warszawskim. W 2016 roku Instytut Matematyczny Polskiej Akademii Nauk nadał mu stopień doktora habilitowanego nauk matematycznych w dyscyplinie matematyki na podstawie pracy pt. Stochastyczne modele rynków obligacji z szumem Levy'ego.